# Coregonus nigripinnis
Cá hồi trắng vây đen, tên khoa học Coregonus nigripinnis, là một loài cá đã tuyệt chủng thuộc chi Cá hồi trắng, họ Cá hồi đã từng sinh sống ở vùng nước ngọt Bắc Mỹ.
Cá hồi trắng vây đen từng cư ngụ trong Ngũ Đại Hồ của Bắc Mỹ cho đến gần đây, nhưng đã được báo cáo là đã tuyệt chủng.